# Liste der Hallenkirchen – sonstige Staaten
▶ Liste(n) der Hallenkirchen – Übersicht
In mehreren Ländern gibt es Hallenkirchen nur in geringer Anzahl, daher sind sie in dieser Liste zusammengefasst.
Da die meisten Hallenkirchen in der Gotik gebaut oder zur Hallenkirche umgestaltet wurden, ist in der Liste nur erwähnt, wenn eine Kirche einem anderen Baustil angehört.

## Belarus
| Ort          | Kirche                                   | Anmerkungen                                                     | Fotos | Fotos |
| ------------ | ---------------------------------------- | --------------------------------------------------------------- | ----- | ----- |
| Ischkalds    | katholische Dreifaltigkeitskirche (CC)   | um 1472; im 16. Jh. zeitweise calvinistisch                     |       |       |
| Nawahrudak   | orthodoxe Kirche St. Boris and Gleb (CC) | ab 1517                                                         |       |       |
| Synkawitschy | orthodoxe Kirche des Erzengels Michael   | 16. Jh.                                                         |       |       |
| Usielub      | katholische Kirche St. Kazimir (CC)      | 1422, Einstützenhalle, also zweischiffig; Turm 1867, neugotisch |       |       |

## Kroatien
| Ort    | Kirche     | Anmerkungen | Fotos | Fotos |
| ------ | ---------- | ----------- | ----- | ----- |
| Zagreb | Kathedrale |             |       |       |

## Norwegen
| Ort         | Kirche                          | Anmerkungen | Fotos | Fotos |
| ----------- | ------------------------------- | --- | ----- | ----- |
| Bergen      | Domkirke                        | im Mittelalter einschiffig, heutiges Seitenschiff neugotisch                                                      | \|    | \|    |
| Fredrikstad | Domkirke                        | neugotische Emporenhalle mit Arkaden                                                                              |       |       |
| Oslo        | katholische Sankt Olav domkirke | neugotisch |       |       |
| Tønsberg    | Domkirke                        | außen neugotisch, innen klassizistisch, tonnengewölbtes Mittelschiff, Architravbalken, flachdeckige Seitenschiffe |       |       |

## Russland
| Ort              | Kirche                          | Anmerkungen | Fotos | Fotos |
| ---------------- | ------------------------------- | --- | ----- | ----- |
| Kaliningrad      | Königsberger Dom                | Staffelhalle |       |       |
| Sankt Petersburg | Sankt-Peter-und-Paul-Kathedrale | |       |       |
| Wladimir         | Mariä-Entschlafens-Kathedrale   | 12. Jh., abgesehen von den fünf Kuppeln (im Plan gelb markiert) Gewölbe mit annähernd gleichen Höhen, die westlich der Hauptkuppel eine Halle ergeben |       |       |

## Serbien
| Ort      | Kirche                                     | Anmerkungen           | Fotos | Fotos |
| -------- | ------------------------------------------ | --------------------- | ----- | ----- |
| Novi Sad | Crkva imena Marijinog (Kirche Maria Namen) | neugotisch            |       |       |
| Vršac    | Sveti Gerard                               | 1860–1863, neugotisch |       |       |

## Ukraine
| Ort                  | Kirche                                    | Anmerkungen                         | Fotos | Fotos |
| -------------------- | ----------------------------------------- | ----------------------------------- | ----- | ----- |
| Lwiw (Lwów, Lemberg) | lateinische Kathedrale Mariae Himmelfahrt | 1370–1474                           |       |       |
| Stryj                | (heute) orthodoxe Michaelskirche (CC)     | neugotische Emporenhalle, 1910–1912 |       |       |